# Alice Joyce
Alice Joyce (Kansas City, 1º ottobre 1890 – Hollywood, 9 ottobre 1955) è stata un'attrice statunitense.
Soprannominata The Madonna of the Screen, girò durante la sua carriera - durata dal 1910 al 1930 - circa duecento film.

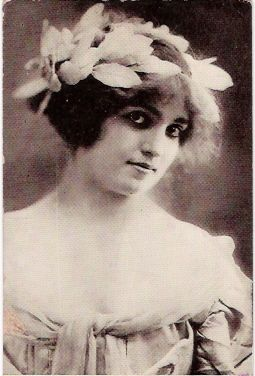
Joyce in una cartolina

## Biografia
Nata a Kansas City, nel Missouri, da John Edward e Vallie Olive McIntyre Joyce, dopo la separazione dei genitori, Alice Joyce si trasferì a Falls Church, in Virginia insieme al fratello Francis.
Nel 1900, sua madre si risposò con Leon Faber, andando a vivere a New York, nel Bronx. Lì, la giovane Alice trovò lavoro come modella fotografica.
Il regista Sidney Olcott, che lavorava per la Kalem Company di New York, le offrì la prima occasione per apparire sullo schermo in The Deacon's Daughter. Con il regista Kenean Buel girò molti film in California, dopo che la Kalem aveva comprato gli studi della Essanay nell'ottobre del 1913.
Restò alla Kalem dal 1910 al 1915 passando poi alla Vitagraph fino al 1921. In seguito lavorò per diverse compagnie indipendenti sotto la direzione di registi come Alexander Korda, Henry King, Gregory La Cava, Frank Borzage.
Terminò la sua carriera cinematografica con l'avvento del cinema sonoro.

## Gli ultimi anni
Dopo due matrimoni, il primo con l'attore Tom Moore, da cui ebbe una figlia, e il secondo con James B. Regan, da cui ebbe una seconda figlia, si sposò per la terza volta nel 1933 con il regista Clarence Brown ma anche questo matrimonio finì nel 1945.
Dopo il divorzio, l'attrice conservò il cognome Brown e si ritirò a vivere a Northridge, in California. Morì nel 1955, dopo una lunga malattia.

## Filmografia
- The Deacon's Daughter, regia di Sidney Olcott (1910)
- The Miser's Child, regia di Sidney Olcott (1910)
- The Heart of Edna Leslie, regia di Sidney Olcott (1910)
- The Engineer's Sweetheart, regia di Sidney Olcott (1910)
- The Education of Elizabeth, regia di Sidney Olcott (1910)
- For a Woman's Honor, regia di Sidney Olcott (1910)
- The Roses of the Virgin (1910)
- Rachel (1910)
- The Rescue of Molly Finney (1910)
- Her Indian Mother, regia di Sidney Olcott (1910)
- The Bolted Door – cortometraggio (1911)
- The Runaway Engine – cortometraggio (1911)
- The Trail of the Pomas Charm – cortometraggio (1911)
- The Broken Trail – cortometraggio (1911)
- The Lost Ribbon – cortometraggio (1911)
- Mexican Filibusterers, regia di Kenean Buel – cortometraggio (1911)
- The Mission Carrier – cortometraggio (1911)
- The Hero Track Walker – cortometraggio (1911)
- Big Hearted Jim – cortometraggio (1911)
- Slim Jim's Last Chance – cortometraggio (1911)
- Slabsides – cortometraggio (1911)
- The Loyalty of Don Luis Verdugo – cortometraggio (1911)
- The Carrier Pigeon – cortometraggio (1911)
- Tangled Lives – cortometraggio (1911)
- The Love of Summer Morn, regia di Sidney Olcott – cortometraggio (1911)
- A Cattle Herder's Romance – cortometraggio (1911)
- Reckless Reddy Reforms – cortometraggio (1911)
- The Badge of Courage – cortometraggio (1911)
- By the Aid of a Lariat – cortometraggio (1911)
- The Indian Maid's Sacrifice, regia di George Melford – cortometraggio (1911)
- The Mexican Joan of Arc, regia di George Melford – cortometraggio (1911)
- Over the Garden Wall, regia di George Melford – cortometraggio (1911)
- Peggy, the Moonshiner's Daughter – cortometraggio (1911)
- The Wasp, regia di George Melford – cortometraggio (1911)
- Don Ramon's Daughter, regia di George Melford – cortometraggio (1911)
- The Branded Shoulder, regia di George Melford – cortometraggio (1911)
- On the Warpath, regia di George Melford – cortometraggio (1911)
- When Two Hearts Are Won, regia di George Melford – cortometraggio (1911)
- When the Sun Went Out, regia di George Melford – cortometraggio (1911)
- The Alpine Lease, regia di George Melford – cortometraggio (1911)
- The Blackfoot Halfbreed, regia di George Melford – cortometraggio (1911)
- The California Revolution of 1848, regia di George Melford – cortometraggio (1911)
- The Mistress of Hacienda del Cerro, regia di George Melford (1911)
- A Prisoner of Mexico, regia di George Melford (1911)
- The Peril of the Plains, regia di George Melford (1911)
- For Her Brother's Sake, regia di George Melford (1911)
- The Price of Ambition
- The Engineer's Daughter, regia di George Melford (1911)
- When California Was Won, regia di George Melford (1911)
- Dan, the Lighthouse Keeper, regia di George Melford (1911)
- The Temptation of Rodney Vane, regia di George Melford (1911)
- How Betty Captured the Outlaw, regia di George Melford (1911)
- The Long Arm of the Law, regia di George Melford (1911)
- Between Father and Son, regia di George Melford (1911)
- The Higher Toll, regia di George Melford (1911)
- Mrs. Simms Serves on the Jury, regia di George Melford – cortometraggio (1912)
- The Russian Peasant, regia di George Melford – cortometraggio (1912)
- An Interrupted Wedding, regia di George Melford – cortometraggio (1912)
- A Princess of the Hills, regia di George Melford – cortometraggio (1912)
- An American Invasion, regia di George Melford – cortometraggio (1912)
- The Alcalde's Conspiracy, regia di George Melford – cortometraggio (1912)
- The Bell of Penance, regia di George Melford – cortometraggio (1912)
- The Defeat of the Brewery Gang (1912)
- Jean of the Jail, regia di George Melford – cortometraggio (1912)
- The Spanish Revolt of 1836, regia di George Melford – cortometraggio (1912)
- The Secret of the Miser's Cave, regia di George Melford – cortometraggio (1912)
- The Adventures of American Joe, regia di George Melford – cortometraggio (1912)
- The Mexican Revolutionist, regia di George Melford – cortometraggio (1912)
- The Stolen Invention, regia di George Melford – cortometraggio (1912)
- The Outlaw, regia di George Melford – cortometraggio (1912)
- The Gun Smugglers, regia di George Melford – cortometraggio (1912)
- The Bag of Gold, regia di George Melford – cortometraggio (1912)
- The Colonel's Escape, regia di George Melford – cortometraggio (1912)
- The Organ Grinder, regia di George Melford – cortometraggio (1912)
- Saved by Telephone, regia di George Melford – cortometraggio (1912)
- The Suffragette Sheriff, regia di George Melford – cortometraggio (1912)
- Fantasca, the Gypsy, regia di George Melford – cortometraggio (1912)
- The Family Tyrant, regia di George Melford – cortometraggio (1912)
- The Soldier Brothers of Susanna (1912)
- Freed from Suspicion, regia di George Melford – cortometraggio (1912)
- The Wandering Musician, regia di George Melford – cortometraggio (1912)
- Rube Marquard Wins, regia di Kenean Buel – cortometraggio (1912)
- Rube Marquard Marries (1912)
- Saved from Court Martial (non confermato) (1912)
- The Street Singer, regia di Edmund Lawrence – cortometraggio (1912)
- The County Fair, regia di Edmund Lawrence – cortometraggio (1912)
- The Strange Story of Elsie Mason, regia di Edmund Lawrence – cortometraggio (1912)
- The Mystery of Grandfather's Clock, regia di Edmund Lawrence – cortometraggio (1912) (1912)
- The Young Millionaire, regia di Edmund Lawrence – cortometraggio (1912)
- A Battle of Wits – cortometraggio (1912)
- A Daughter's Sacrifice, regia di Edmund Lawrence – cortometraggio (1912)
- A Race with Time, regia di Edmund Lawrence[1] o Kenean Buel[2] – cortometraggio (1912)
- The Finger of Suspicion, regia di Edmund Lawrence – cortometraggio (1912)
- A Business Buccaneer (1912)
- The Flag of Freedom (1913)
- The Nurse at Mulberry Bend (1913)
- The Cub Reporter's Temptation (1913)
- The Senator's Dishonor (1913)
- In the Power of Blacklegs (1913)
- The $20,000 Carat (1913)
- The American Princess, regia di Edmund Lawrence – cortometraggio (1913)
- The Exposure of the Land Swindlers, regia di Kenean Buel (1913)
- In the Grip of a Charlatan (1913)
- A Streak of Yellow (1913)
- The Sneak (1913)
- The Heart of an Actress (1913)
- The Adventure of an Heiress (1913)
- The Artist's Sacrifice (1913)
- When Fate Decrees (1913)
- The Pawnbroker's Daughter (1913)
- The Attorney for the Defense (1913)
- The Cloak of Guilt (1913)
- A Victim of Deceit (1913)
- A Thief in the Night, regia di George Terwilliger (1913)
- A Bolt from the Sky (1913)
- For Her Sister's Sake (1913)
- The Christian, regia di George Loane Tucker (1913)
- The Midnight Message, regia di Kenean Buel (1913)
- The Riddle of the Tin Soldier (1913)
- Our New Minister (1913)
- The Octoroon, regia di Sidney Olcott (1913)
- The Hunchback, regia di Kenean Buel – cortometraggio (1913)
- An Unseen Terror (1913)
- The Hand Print Mystery, regia di Robert G. Vignola (1914)
- The Shadow, regia di Robert G. Vignola (1914)
- The Cabaret Dancer, regia di Robert G. Vignola (1914)
- The Dance of Death, regia di Robert G. Vignola (1914)
- A Celebrated Case, regia di George Melford (1914)
- Nina o' the Theatre, regia di Kenean Buel – cortometraggio (1914)
- The Show Girl's Glove, regia di Robert G. Vignola (1914)
- The Weakling, regia di Kenean Buel (1914)
- In Wolf's Clothing, regia di Robert G. Vignola – cortometraggio (1914)
- The Beast, regia di Kenean Buel (1914)
- The Vampire's Trail, regia di T. Hayes Hunter, Robert G. Vignola (1914)
- The Old Army Coat, regia di Kenean Buel (1914)
- The Brand, regia di Kenean Buel (1914)
- The Mystery of the Sleeping Death, regia di Kenean Buel (1914)
- The Green Rose, regia di Kenean Buel (1914)
- The Viper, regia di Kenean Buel (1914)
- Fate's Midnight Hour, regia di Kenean Buel (1914)
- The Girl and the Stowaway, regia di Kenean Buel (1914)
- The Lynbrook Tragedy, regia di Kenean Buel (1914)
- The Riddle of the Green Umbrella, regia di Kenean Buel (1914)
- The Theft of the Crown Jewels, regia di Kenean Buel (1914)
- The Price of Silence, regia di Kenean Buel (1914)
- The School for Scandal, regia di Kenean Buel (1914)
- The Mayor's Secretary, regia di Kenean Buel (1914)
- Cast Up by the Sea, regia di Kenean Buel (1915)
- The Leech, regia di Kenean Buel (1915)
- The Swindler, regia di Kenean Buel (1915)
- Her Supreme Sacrifice, regia di Kenean Buel (1915)
- The White Goddess, regia di Kenean Buel (1915)
- Unfaithful to His Trust, regia di Kenean Buel (1915)
- The Girl of the Music Hall, regia di Kenean Buel (1915)
- The Face of the Madonna, regia di Kenean Buel (1915)
- Whom the Gods Destroy, regia di James Stuart Blackton, Herbert Brenon, William P.S. Earle (1916)
- The Courage of Silence, regia di William P.S. Earle (1917)
- Womanhood, the Glory of the Nation, regia di James Stuart Blackton, William P.S. Earle (1917)
- Within the Law, regia di William P.S. Earle (1917)
- Her Secret, regia di Perry N. Vekroff (1917)
- The Question, regia di Perry N. Vekroff (1917)
- The Countess (1917)
- Richard the Brazen, regia di Perry N. Vekroff (1917)
- An Alabaster Box, regia di Chester Withey (1917)
- The Fettered Woman, regia di Tom Terriss (1917)
- The Woman Between Friends, regia di Tom Terriss (1918)
- The Song of the Soul, regia di Tom Terriss (1918)
- The Business of Life, regia di Tom Terriss (1918)
- The Triumph of the Weak, regia di Tom Terriss (1918)
- Find the Woman, regia di Tom Terriss (1918)
- To the Highest Bidder, regia di Tom Terriss (1918)
- Everybody's Girl, regia di Tom Terriss (1918)
- The Choice (1918)
- The Captain's Captain, regia di Tom Terriss (1919)
- The Lion and the Mouse, regia di Tom Terriss (1919)
- The Cambric Mask, regia di Tom Terriss (1919)
- The Third Degree, regia di Tom Terriss (1919)
- The Spark Divine, regia di Tom Terriss (1919)
- The Winchester Woman, regia di Wesley Ruggles (1919)
- The Vengeance of Durand, regia di Tom Terriss (1919)
- The Prey, regia di George L. Sargent (1920)
- Slaves of Pride, regia di George Terwilliger (1920)
- Derby, prezzo di una felicità (The Sporting Duchess), regia di George Terwilliger (1920)
- Dollars and the Woman, regia di George Terwilliger (1920)
- The Vice of Fools, regia di Edward H. Griffith (1920)
- Cousin Kate, regia di Mrs. Sidney Drew (1921)
- Povertà (Her Lord and Master), regia di Edward José (1921)
- The Scarab Ring, regia di Edward José (1921)
- The Inner Chamber, regia di Edward José (1921)
- The Green Goddess, regia di Sidney Olcott (1923)
- White Man, regia di Louis J. Gasnier (1924)
- L'avventura appassionata (The Passionate Adventure), regia di Graham Cutts (1924)
- Il babbo andò a Parigi (Daddy's Gone A-Hunting), regia di Frank Borzage (1925)
- The Little French Girl, regia di Herbert Brenon (1925)
- Headlines, regia di Edward H. Griffith (1925)
- The Home Maker, regia di King Baggot (1925)
- Stella Dallas, regia di Henry King (1925)
- Mannequin, regia di James Cruze (1926)
- Dancing Mothers, regia di Herbert Brenon (1926)
- Gli eroi del deserto (Beau Geste), regia di Herbert Brenon (1926)
- Asso di cuori (The Ace of Cads), regia di Luther Reed (1926)
- So's Your Old Man, regia di Gregory La Cava (1926)
- Padre (Sorell and Son) regia di Herbert Brenon (1927)
- 13 Washington Square, regia di Melville W. Brown (1928)
- The Noose, regia di John Francis Dillon (1928)
- The Rising Generation, regia di George Dewhurst, Harley Knoles (1928)
- The Squall, regia di Alexander Korda (1929)
- La dea verde (The Green Goddess), regia di Alfred E. Green (1930)
- He Knew Women, regia di F. Hugh Herbert (1930)
- Il canto del mio cuore (Song o' My Heart), regia di Frank Borzage (1930)

## Galleria d'immagini

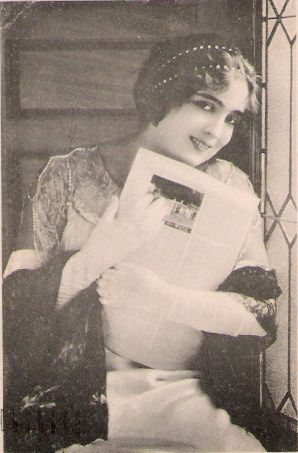
Alice Joyce ai tempi della Kalem
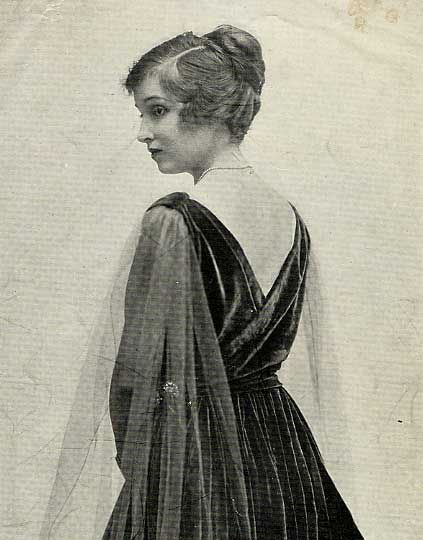
Alice Joyce ai tempi della Vitagraph
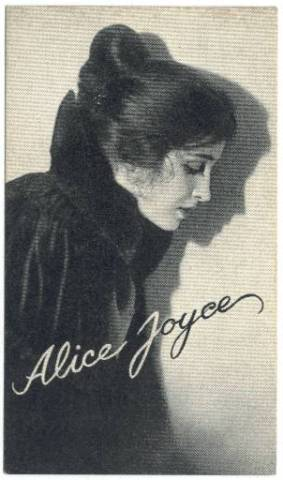
Cartolina pubblicitaria del 1917
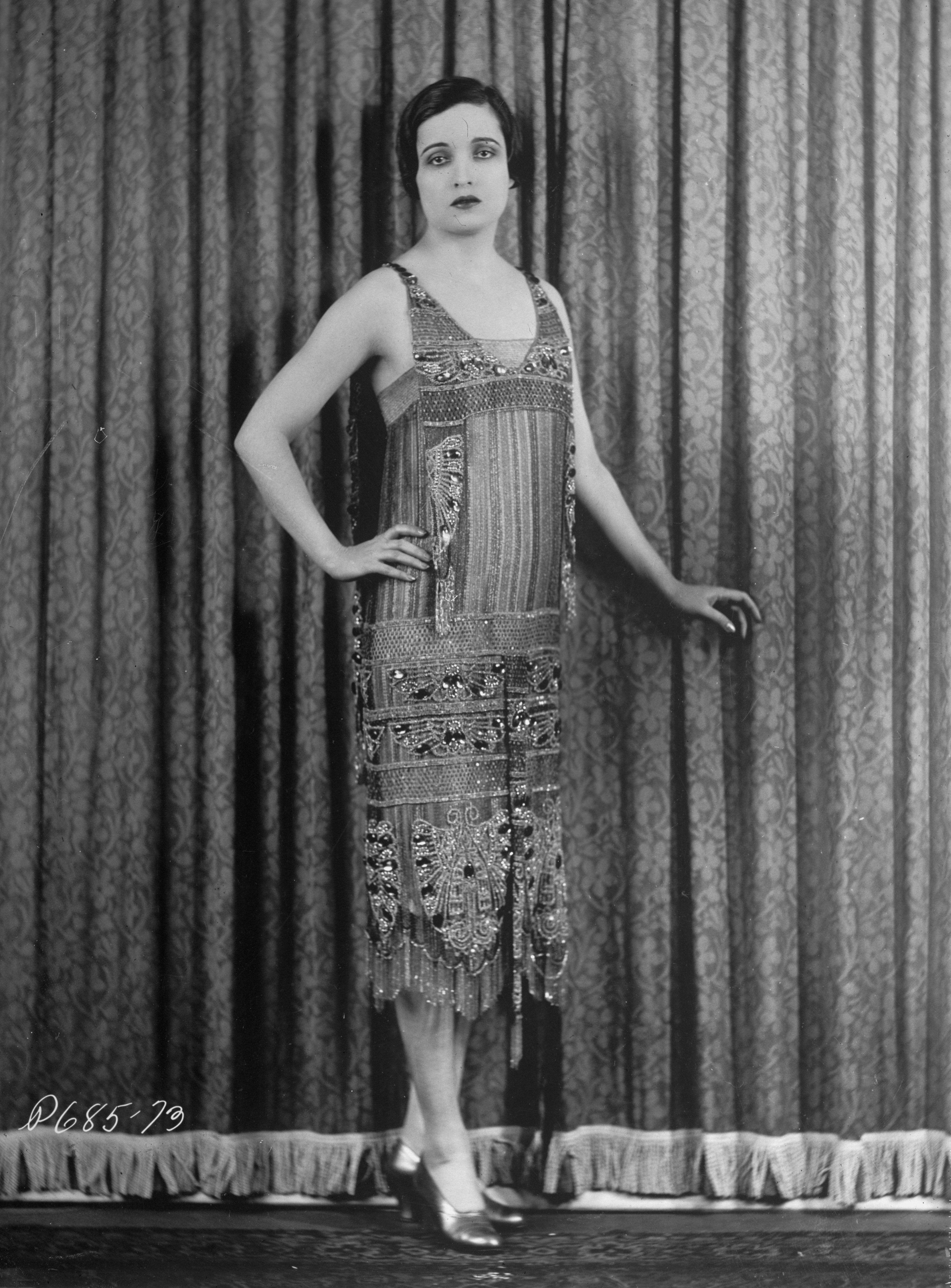
Alice Joyce nel 1926
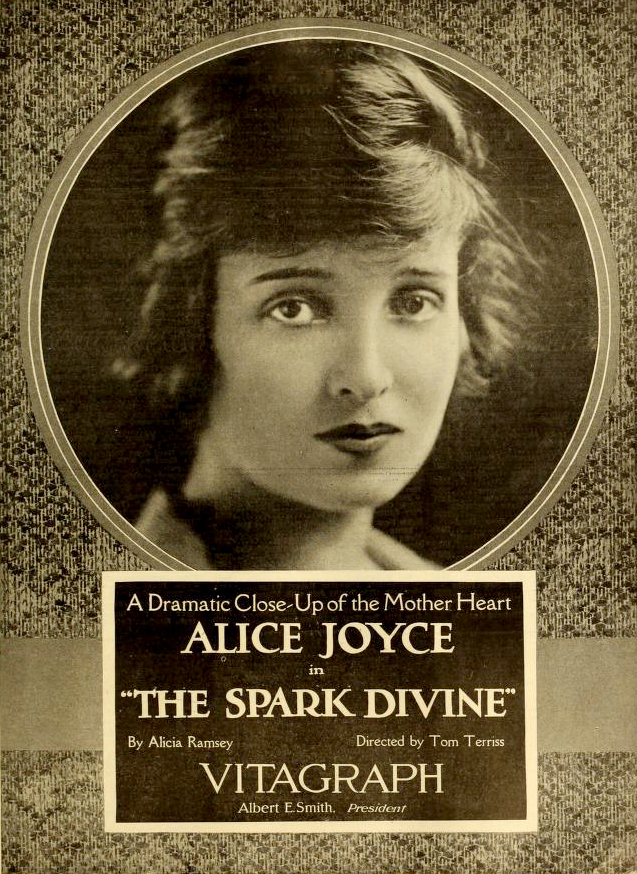
Joyce in una pubblicità del 1919